# Ron Ashton
Ronald „Ron“ Ashton (* 8. Mai 1954 in Saskatoon, Saskatchewan) ist ein ehemaliger kanadischer Eishockeyspieler, der im Verlauf seiner aktiven Karriere zwischen 1971 und 1979 unter anderem 36 Spiele für die Winnipeg Jets in der World Hockey Association (WHA) auf der Position des linken Flügelstürmers bestritten hat. Den Großteil seiner Karriere verbrachte Ashton jedoch in der Southern Hockey League (SHL), wo er für drei verschiedene Franchises auflief. Sein jüngerer Bruder Brent war ebenfalls professioneller Eishockeyspieler und in der National Hockey League (NHL) sowie der kanadischen Eishockeynationalmannschaft aktiv.

## Karriere
Ashton spielte zwischen 1972 und 1974 Junioreneishockey für die Saskatoon Blades in der Western Canada Hockey League (WCHL). Seine erste volle Saison spielte er im Spieljahr 1973/74. Als linker Außenstürmer im Alter von 18 Jahren bestritt er 67 Spiele, erzielte dabei neun Scorerpunkte und verbüßte 77 Strafminuten. In seiner zweiten Saison zeigte Ashton, dass er Größe und Härte in die Aufstellung der Blades brachte. Er sammelte 232 Strafminuten sowie 28 Punkte in 65 Spielen. Ashtons Härte blieb bei den NHL- und WHA-Scouts nicht unbemerkt und beim NHL Amateur Draft 1974 wurde Ashton von den Minnesota North Stars in der fünften Runde an 78. Position ausgewählt. Umgekehrt sahen die Winnipeg Jets aus der WHA in Ashton einen talentierten Spieler und so wurde er in der zweiten Runde an 27. Stelle des WHA Secret Amateur Draft 1974 gezogen.
Ashton unterzeichnete seinen ersten Profivertrag mit Winnipeg und stand zu Beginn der Saison 1974/75 in der Stammformation der Jets. Aufgrund von Konditionsproblemen und Verletzungen spielte Ashton jedoch in Teilen der Spielzeit 1974/75 bei deren Farmteam, den Roanoke Valley Rebels, in der Southern Hockey League (SHL). In der WHA-Saison 1974/75 erzielte er in 36 Spielen auf dem linken Flügel vier Punkte. Nachdem er fast die Hälfte der Saison in der Minor League verbracht hatte, schaffte es Ashton zur folgenden Spielzeit nicht mehr in die Aufstellung Winnipegs in der WHA. Er begann die Saison 1975/76 bei den Roanoke Valley Rebels und wurde dann innerhalb der WHA zu den Cincinnati Stingers transferiert, wo er seine Karriere bei deren unterklassigem Partner, den Tidewater Sharks, fortsetzte. In 53 Spielen schaffte er respektable 30 Punkte mit 14 Toren und 16 Vorlagen. Da er es auch in der Saison 1976/77 nicht in die WHA schaffte, wechselte er wieder. Diesmal unterschrieb er bei den Winston-Salem Polar Twins in der SHL, wo er nur sechs Spiele absolvierte. Das letzte Spiel, das der Kanadier bestritt, war mit den Port Huron Flags aus der International Hockey League (IHL) in der Spielzeit 1978/79. Danach gab er im Alter von 25 Jahren seinen Rücktritt vom Profisport bekannt.
Später arbeitete Ashton unter anderem als Vertreter für die Labatt Brewing Company sowie als Makler.

## Karrierestatistik
(Legende zur Spielerstatistik: Sp oder GP = absolvierte Spiele; T oder G = erzielte Tore; V oder A = erzielte Assists; Pkt oder Pts = erzielte Scorerpunkte; SM oder PIM = erhaltene Strafminuten; +/− = Plus/Minus-Bilanz; PP = erzielte Überzahltore; SH = erzielte Unterzahltore; GW = erzielte Siegtore; 1 Play-downs/Relegation; Kursiv: Statistik nicht vollständig)